# Me!
"Me!" (estilizada em letras maiúsculas) é uma canção da cantora estadunidense Taylor Swift, gravada para seu sétimo álbum de estúdio, Lover (2019). Conta com a participação do cantor Brendon Urie da banda Panic! at the Disco. Foi composta por ambos com o auxílio de Joel Little, enquanto a sua produção ficou a cargo de Swift e Little. A canção foi gravada nos Electric Lady Studios, Nova Iorque, e Golden Age West em Auckland, Nova Zelândia. A faixa foi lançada em 26 de abril de 2019, através da Republic Records, como o primeiro single de Lover. Musicalmente, "Me!" é uma canção bubblegum pop e synth-pop, conduzida por uma bateria de banda marcial. Trata-se de abraçar a própria individualidade, com letras de autoafirmação e amor próprio.
"Me!" estreou no número 100 na Billboard Hot 100 dos Estados Unidos, antes de subir para o número dois na semana seguinte, quebrando o recorde de maior salto em uma semana na história da parada. Além disso, a faixa alcançou as dez melhores posições de vários países, como Austrália, Canadá, Japão, Nova Zelândia e Reino Unido. "Me!" recebeu certificado de platina dupla pela Recording Industry Association of America, por vender mais de 2 milhões de cópias nos EUA.
Após o lançamento, a canção recebeu críticas mistas dos críticos de música, que foram favoráveis à produção borbulhante e à química vocal da dupla, mas divididos nas letras—alguns elogiaram a composição irônica, enquanto outros a chamaram de fraca. Em 2020, o single ganhou o Hito Music Award para Melhor Canção Ocidental. Uma versão ao vivo da canção gravada no show City of Lover de Swift em 2019 em Paris foi lançada para download digital e streaming em 17 de maio de 2020, após a estreia do concerto na ABC.
O vídeo musical de "Me!", dirigido por Swift e Dave Meyers, acompanhou o lançamento da canção. Abrangendo muitos easter eggs, o vídeo colorido é uma partida simbólica do álbum anterior Reputation (2017), dando as boas-vindas à era Lover. Ao acumular 65 milhões visualizações em seu primeiro dia de disponibilidade, quebrou o recorde anteriormente detido por "Thank U, Next", de Ariana Grande, para o maior número de visualizações em 24 horas da plataforma Vevo, também superando o recorde pessoal de Swift estabelecido com "Look What You Made Me Do" (2017). O vídeo recebeu vários prêmios; venceu um VMA de Melhores Efeitos Visuais no MTV Video Music Awards de 2019, Melhor Vídeo no MTV Europe Music Awards de 2019 e Melhor Vídeo Internacional Feminino no MTV Video Music Awards Japan de 2019.

## Antecedentes e lançamento
Em 13 de abril de 2019, uma contagem regressiva para a meia-noite de 26 de abril apareceu no site de Taylor Swift, levando a especulações sobre o lançamento de novas canções. Em 25 de abril, vários meios de comunicação informaram que um mural de uma borboleta no bairro de The Gulch, em Nashville, Tennessee, pintado pela artista de rua Kelsey Montague, estava conectado com o próximo lançamento. Uma multidão de centenas de pessoas se reuniu no mural enquanto a palavra "Me!" foi adicionada por Montague. Enquanto Montague foi inicialmente informada de que o mural foi encomendado como promoção para a ABC, ESPN e o Draft da NFL de 2019, Swift apareceu no mural e revelou que era de fato parte de sua promoção de contagem regressiva e que ela seria entrevistada por Robin Roberts durante a transmissão do Draft da NFL com mais informações. Na entrevista, ela confirmou o lançamento de uma nova canção e videoclipe à meia-noite, compartilhando o título, bem como a participação de Brendon Urie.

## Composição
Com uma canção pop, temos a habilidade de prender uma melodia na cabeça das pessoas e eu só quero que seja uma [canção] que os faça se sentirem melhor sobre si mesmos.— Swift falando sobre "Me!"

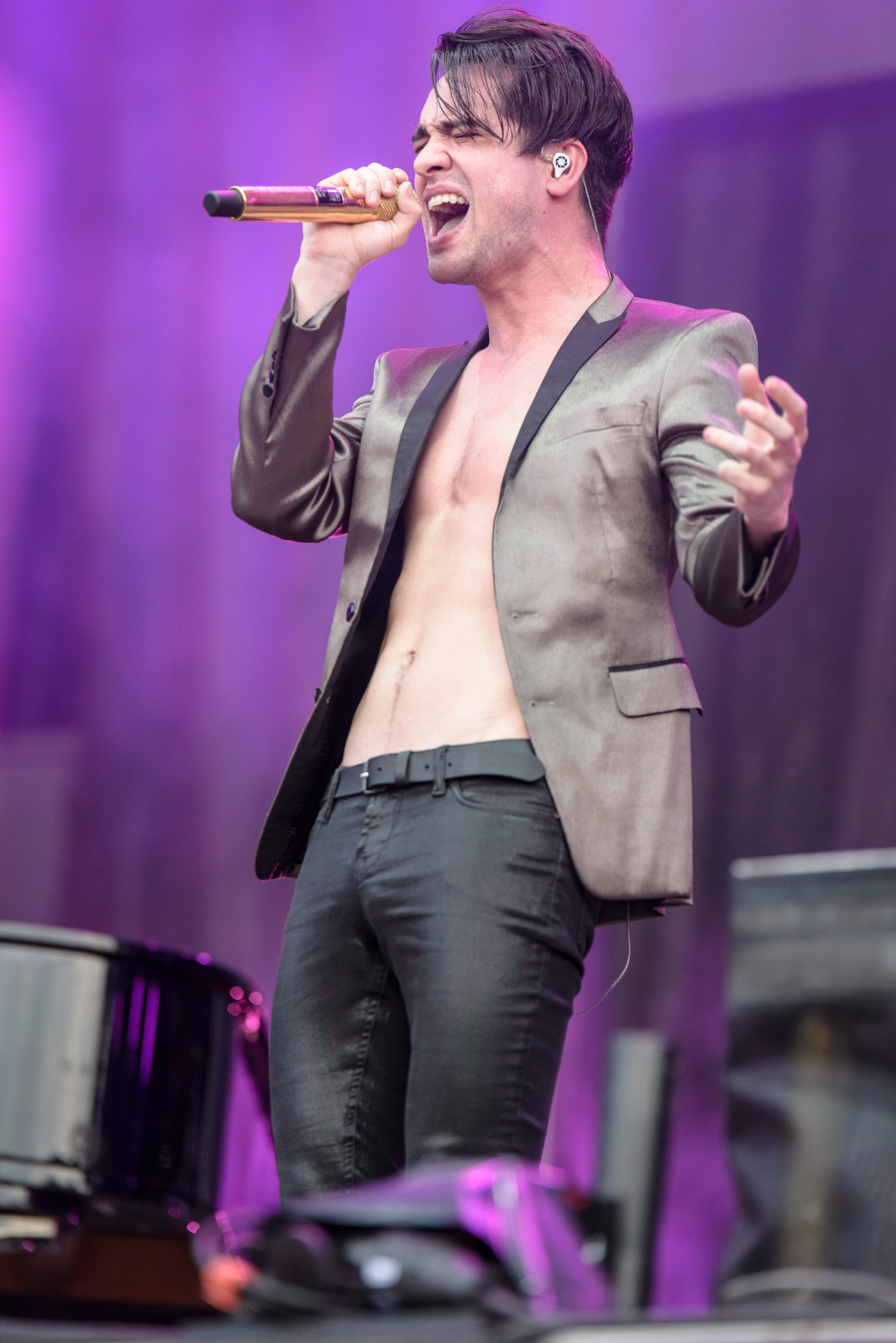
Brendon Urie, vocalista da banda norte-americana Panic! at the Disco, é destaque em "Me!", que também co-escreveu a canção; este é o primeiro single de Swift a ter um artista em destaque.

"Me!" é uma canção bubblegum pop e synth-pop, conduzida por uma bateria de banda marcial, que foi escrita por Swift, Joel Little e Urie do Panic! at the Disco, enquanto a sua produção ficou a cargo de Swift e Little. A canção foi inicialmente desenvolvida como uma balada de piano lenta e acústica. Em uma entrevista com Robin Roberts, Swift descreveu a canção como "abraçar sua individualidade e realmente possuí-la". De acordo com a partitura publicada pela Sony/ATV Music Publishing na página online Musicnotes.com, a canção é executada na tonalidade de Dó maior em tempo comum com um ritmo de 91 batidas por minuto. Segue uma progressão de acordes I–vi–IV–V conhecida como progressão de 50 (em Dó maior, isso é C–Am–F–G). Os vocais da canção vão de F3 a E5. Em 21 de agosto de 2019, foi noticiado que o verso "Hey, kids, spelling is fun!" foi removida de todas as versões digitais da canção, incluindo a versão do álbum. A letra permanece apenas no videoclipe e no lyric video.

## Crítica profissional
"Me!" recebeu críticas mistas dos críticos de música. Rob Sheffield, da Rolling Stone, chamou a canção de "camp", "borbulhante" e "um lead single de Taylor totalmente canônico", devido a seus singles anteriores diferirem sonoramente de seus respectivos álbuns. Hugh McIntyre, da Forbes, escreveu que "não é apenas uma canção pop, é a fuga momentânea de que todos precisamos". Erin Vanderhoof, da Vanity Fair, chamou-o de "bastante anódino, mas cativante" e elogiou a colaboração entre Swift e Urie. Roisin O'Connor, do The Independent, escreveu que "Swift mais uma vez prova seu domínio do gancho pop infeccioso em uma das reinvenções mais drásticas de sua carreira até hoje". Raisa Bruner, da Time, elogiou que Swift "se afasta de sua composição normalmente específica para oferecer um hino de amor próprio", e acrescentou que, embora "não atinja as notas emocionais de seu trabalho mais memorável [de Swift], faz uma declaração forte".
Spencer Kornhaber, da The Atlantic, escreveu que a canção "não tem quase nenhum dos elementos que uma vez tornaram [Swift] interessante, mas tem um grito de golfinho como refrão". Escrevendo para a Pitchfork, Anna Gaca afirmou que "é uma vitrine para os piores e mais fracos aspectos do trabalho de Swift", e acrescentou que "não é difícil escrever uma canção melhor do que essa". Rhian Daly, da NME, escreveu que a letra de "Me!" "são apenas mensagens superficiais sobre amor próprio e aceitação, o tipo de #positividade vazia que é colocada em cartões de felicitações e camisetas com slogans e vendida como empoderadora". Escrevendo para o Los Angeles Times, Mikael Wood afirmou que a música apresenta "suas letras mais fracas de todos os tempos" e que "nada nessa canção avança nosso pensamento sobre Swift". Alice Webb-Liddall, do The Spinoff, escreveu: "Eu estava preparada para gostar até que Taylor gritou "Spelling is fun" e a partir desse ponto no vídeo eu me senti um pouco doente".

## Vídeo musical
O vídeo musical de "Me!" estreou no YouTube em 26 de abril de 2019, em um formato de estreia ao vivo, precedido por um bate-papo de perguntas e respostas no bate-papo ao vivo com Swift. Foi dirigido por Swift e Dave Meyers. Ao acumular 65 milhões de visualizações em seu primeiro dia de disponibilidade, quebrou o recorde anteriormente detido por "Thank U, Next", de Ariana Grande, para o maior número de visualizações em 24 horas da plataforma Vevo, também superando o recorde pessoal de Swift estabelecido com "Look What You Made Me Do" (2017).

## Apresentações ao vivo
Em 1 de maio de 2019, Swift e Urie abriram o Billboard Music Awards de 2019 com uma apresentação de "Me!". Em 21 de maio de 2019, Swift e Urie cantaram a canção no final da décima sexta temporada do The Voice. Swift e Urie também cantaram a canção em o de junho, no Wango Tango de 2019. Ela cantou uma versão solo da canção no final da décima quarta temporada de Germany's Next Topmodel em 23 de maio, no The Graham Norton Show no Reino Unido, e na oitava temporada da versão francesa do The Voice junto com "Shake It Off" em 25 de maio de 2019. Em 10 de julho de 2019, Swift cantou a canção em seu show do Amazon Prime Day, juntamente com "You Need to Calm Down" e várias faixas de seus álbuns anteriores.
Ela cantou a canção junto com "You Need to Calm Down" e "Shake It Off" em um show do Good Morning America no Central Park em 22 de agosto. Em 9 de setembro, Swift cantou a canção no show único City of Lover no L'Olympia em Paris, França. Ela lançou esta versão ao vivo em plataformas digitais de música em 17 de maio de 2020. Em 19 de outubro, ela cantou a canção no concerto beneficente We Can Survive em Los Angeles. Ela cantou a canção no Sukkiri Morning Show em Tóquio, Japão em 7 de novembro, e no Alibaba Singles' Day Gala em Xangai, China em 10 de novembro. Em 8 de dezembro, Swift cantou a canção no Jingle Bell Ball 2019 da Capital FM em Londres. Em 13 de dezembro, ela cantou a canção no Jingle Ball do iHeartRadio Z100 em Nova Iorque.

## Prêmios e indicações
| Ano  | Prêmio                          | Categoria                                                                                     | Resultado | Ref.   |
| ---- | ------------------------------- | --------------------------------------------------------------------------------------------- | --------- | ------ |
| 2019 | MTV Europe Music Awards         | Melhor Vídeo                                                                                  | Venceu    | [ 42 ] |
| 2019 | MTV Video Music Awards          | Melhor Colaboração                                                                            | Indicada  | [ 43 ] |
| 2019 | MTV Video Music Awards          | Melhores Efeitos Visuais                                                                      | Venceu    | [ 43 ] |
| 2019 | MTV Video Music Awards          | Melhor Cinematografia                                                                         | Indicada  | [ 43 ] |
| 2019 | MTV Video Music Awards Japan    | Melhor Vídeo Internacional Feminino                                                           | Venceu    | [ 44 ] |
| 2019 | People's Choice Awards          | O Videoclipe de 2019                                                                          | Indicada  | [ 45 ] |
| 2019 | Teen Choice Awards              | Canção: Cantora                                                                               | Indicada  | [ 46 ] |
| 2019 | Teen Choice Awards              | Canção Pop                                                                                    | Indicada  | [ 46 ] |
| 2019 | Dance Magazine Awards           | Melhor Videoclipe                                                                             | Venceu    | [ 47 ] |
| 2019 | Guinness World Records          | Vídeo do Vevo mais visto em 24 horas                                                          | Venceu    | [ 48 ] |
| 2019 | Guinness World Records          | Maior Número de Visualizações de um Novo Videoclipe de um Artista Solo em 24 horas no YouTube | Venceu    | [ 49 ] |
| 2020 | iHeartRadio Music Awards        | Melhor Videoclipe                                                                             | Indicada  | [ 50 ] |
| 2020 | iHeartRadio Music Awards        | Coreografia de Videoclipe Favorita                                                            | Indicada  | [ 50 ] |
| 2020 | Nickelodeon Kids' Choice Awards | Colaboração Musical Favorita                                                                  | Indicada  | [ 51 ] |
| 2020 | ASCAP Awards                    | Winning Songs                                                                                 | Venceu    | [ 52 ] |
| 2020 | Hito Music Awards               | Melhor Canção Ocidental                                                                       | Venceu    | [ 53 ] |
| 2020 | BMI Pop Awards                  | Winning Songs                                                                                 | Venceu    | [ 54 ] |
| 2020 | BMI Pop Awards                  | Editora do Ano (Sony/ATV)                                                                     | Venceu    | [ 54 ] |

## Créditos
Todo o processo de elaboração de "Me!" atribui os seguintes créditos:
Locais de gravação
- Gravada nos estúdios Electric Lady na cidade de Nova Iorque, Estados Unidos, e Golden Age West em Auckland, Nova Zelândia;
- Mixada no MixStar Studios em Virginia Beach, Virgínia;
- Masterizada no Sterling Sound em Nova Iorque, Estados Unidos.

Equipe
- Taylor Swift — vocalista principal, composição, produção
- Joel Little — produção, composição, programação de bateria, guitarra, teclados, engenharia de gravação, programação de sintetizadores
- Brendon Urie — vocalista participante, composição
- John Rooney — assistência de engenharia de gravação
- Serban Ghenea — engenharia de mixagem
- John Hanes — engenharia de mixagem
- Randy Merrill — engenharia de masterização

## Desempenho comercial
| Parada (2019)                                        | Melhor posição |
| ---------------------------------------------------- | -------------- |
| Alemanha (Offizielle Deutsche Charts)                | 12             |
| Argentina (Argentina Hot 100)                        | 42             |
| Austrália (ARIA)                                     | 2              |
| Áustria (Ö3 Austria Top 75)                          | 7              |
| Bélgica (Ultratop 50 da Valônia)                     | 36             |
| Bélgica (Ultratop 50 de Flandres)                    | 20             |
| Bolívia (Monitor Latino)                             | 7              |
| Brasil (Top 100 Brasil)                              | 87             |
| Brasil (Top 10 Pop Internacional)                    | 6              |
| Canadá (Canadian Hot 100)                            | 2              |
| Canadá (Billboard AC)                                | 2              |
| Canadá (Billboard CHR/Top 40)                        | 4              |
| Canadá (Billboard Hot AC)                            | 3              |
| China (Billboard Airplay/FL)                         | 1              |
| Colômbia (National-Report)                           | 23             |
| Coreia do Sul (Gaon)                                 | 137            |
| Costa Rica (Monitor Latino)                          | 6              |
| Croácia (HRT)                                        | 3              |
| Dinamarca (Hitlisten)                                | 19             |
| El Salvador (Monitor Latino)                         | 3              |
| Equador (National-Report)                            | 1              |
| Escócia (Scottish Singles Chart)                     | 1              |
| Eslováquia (Rádio Top 100)                           | 9              |
| Eslováquia (Singles Digitál Top 100)                 | 4              |
| Eslovênia (SloTop50)                                 | 9              |
| Espanha (PROMUSICAE)                                 | 36             |
| Estados Unidos (Billboard Hot 100)                   | 2              |
| Estados Unidos (Billboard Adult Contemporary)        | 6              |
| Estados Unidos (Billboard Adult Top 40)              | 5              |
| Estados Unidos (Billboard Dance/Mix Show Airplay)    | 19             |
| Estados Unidos (Billboard Dance Club Songs)          | 8              |
| Estados Unidos (Billboard Mainstream Top 40)         | 7              |
| Estados Unidos (Billboard Digital Song Sales)        | 1              |
| Estados Unidos (Rolling Stone Top 100)               | 27             |
| Estônia (Eesti Tipp-40)                              | 5              |
| Europa (Billboard Euro Digital Song Sales)           | 1              |
| Finlândia (Suomen virallinen lista)                  | 16             |
| França (SNEP)                                        | 66             |
| Grécia (IFPI International)                          | 4              |
| Guatemala (Monitor Latino)                           | 15             |
| Honduras (Monitor Latino)                            | 10             |
| Hungria (Single Top 40)                              | 1              |
| Hungria (Stream Top 40)                              | 4              |
| Irlanda (IRMA)                                       | 5              |
| Islândia (Tónlistinn)                                | 4              |
| Itália (FIMI)                                        | 19             |
| Japão (Japan Hot 100)                                | 6              |
| Japão (Oricon Combined Singles)                      | 22             |
| Letônia (LAIPA)                                      | 4              |
| Líbano (OLT20)                                       | 2              |
| Lituânia (AGATA)                                     | 5              |
| Luxemburgo (Billboard Luxembourg Digital Song Sales) | 4              |
| Malásia (RIM)                                        | 2              |
| México (Billboard Mexico Airplay)                    | 1              |
| Nicarágua (Monitor Latino)                           | 1              |
| Noruega (VG-lista)                                   | 9              |
| Nova Zelândia (Recorded Music NZ)                    | 3              |
| Países Baixos (Dutch Top 40)                         | 17             |
| Países Baixos (Single Top 100)                       | 21             |
| Panamá (Monitor Latino)                              | 9              |
| Peru (Monitor Latino)                                | 19             |
| Polónia (Polish Airplay Top 100)                     | 10             |
| Portugal (AFP)                                       | 11             |
| Portugal (Billboard Portugal Digital Song Sales)     | 1              |
| Reino Unido (UK Singles Chart)                       | 3              |
| República Checa (Rádio Top 100)                      | 6              |
| República Checa (Singles Digitál Top 100)            | 5              |
| Romênia (Airplay 100)                                | 67             |
| Comunidade dos Estados Independentes (Tophit)        | 122            |
| Singapura (RIAS)                                     | 21             |
| Suécia (Sverigetopplistan)                           | 11             |
| Suíça (Schweizer Hitparade)                          | 12             |
| Venezuela (National-Report)                          | 10             |

| Parada (2019)                           | Posição |
| --------------------------------------- | ------- |
| Argentina (Monitor Latino)              | 31      |
| Austrália (ARIA)                        | 68      |
| Bélgica (Ultratop de Flanders)          | 80      |
| Bolívia (Monitor Latino)                | 84      |
| Canadá (Canadian Hot 100)               | 35      |
| Costa Rica (Monitor Latino)             | 66      |
| El Salvador (Monitor Latino)            | 51      |
| Eslovênia (SloTop50)                    | 48      |
| Estados Unidos (Billboard Hot 100)      | 43      |
| Estados Unidos (Adult Contemporary)     | 18      |
| Estados Unidos (Adult Top 40)           | 22      |
| Estados Unidos (Mainstream Top 40)      | 41      |
| Estados Unidos (Rolling Stone Top 100)  | 50      |
| Guatemala (Monitor Latino)              | 79      |
| Honduras (Monitor Latino)               | 52      |
| Hungria (Single Top 40)                 | 85      |
| Hungria (Stream Top 40)                 | 85      |
| Islândia (Plötutíðindi)                 | 95      |
| Japão (Billboard Japan Hot Overseas)    | 7       |
| Japão (Billboard Japan Streaming Songs) | 75      |
| México (Monitor Latino)                 | 50      |
| Nicarágua (Monitor Latino)              | 40      |
| Países Baixos (Dutch Top 40)            | 95      |
| Panamá (Monitor Latino)                 | 77      |
| Polônia (ZPAV)                          | 100     |
| Portugal (AFP)                          | 193     |
| Reino Unido (UK Singles Chart)          | 71      |

## Certificações
| Região | Certificação | Vendas      |
| --- | ------------ | ----------- |
| Austrália (ARIA) | 3× Platina   | 210.000‡    |
| Áustria (IFPI Áustria)                                                                                               | Ouro         | 15.000‡     |
| Canadá (Music Canada)                                                                                                | Platina      | 80.000‡     |
| Dinamarca (IFPI Dinamarca)                                                                                           | Ouro         | 45.000‡     |
| Estados Unidos (RIAA)                                                                                                | 2× Platina   | 2.000.000‡  |
| Itália (FIMI) | Ouro         | 35.000‡     |
| México (AMPROFON) | Ouro         | 30.000‡     |
| Noruega (IFPI Noruega)                                                                                               | Ouro         | 30.000‡     |
| Nova Zelândia (RMNZ)                                                                                                 | Ouro         | 15.000‡     |
| Polónia (ZPAV) | Platina      | 20.000‡     |
| Portugal (AFP) | Platina      | 10.000‡     |
| Reino Unido (BPI) | Platina      | 600.000‡    |
| Streaming |              |             |
| Japão (RIAJ) | Prata        | 30.000.000† |
| ‡ Vendas+valores de streaming baseados apenas na certificação † Números de streaming baseados apenas na certificação |              |             |

## Histórico de lançamento
| Região         | Data                   | Formato(s)                                                                     | Versão                                    | Gravadora | Ref.            |
| -------------- | ---------------------- | ------------------------------------------------------------------------------ | ----------------------------------------- | --------- | --------------- |
| Várias         | 26 de abril de 2019    | Download digital streaming                                                     | Original                                  | Republic  | [ 168 ]         |
| Itália         | 26 de abril de 2019    | Airplay                                                                        | Original                                  | Universal | [ 169 ]         |
| Estados Unidos | 29 de abril de 2019    | Rádios hot AC                                                                  | Original                                  | Republic  | [ 170 ]         |
| Estados Unidos | 30 de abril de 2019    | Rádios mainstream                                                              | Original                                  | Republic  | [ 171 ]         |
| Várias         | 1 de maio de 2019      | CD single download digital vinil de 7" polegadas picture disc de 12" polegadas | Ensaio ao vivo exclusivo do BBMAs de 2019 | Republic  | [ 172 ] [ 173 ] |
| Várias         | 1 de maio de 2019      | CD single download digital vinil de 7" polegadas picture disc de 12" polegadas | Original                                  | Republic  | [ 172 ] [ 173 ] |
| China          | 14 de dezembro de 2019 | CD single                                                                      | Universal                                 | [ 174 ]   |                 |
| Várias         | 17 de maio de 2020     | Download digital streaming                                                     | Ao vivo                                   | Republic  | [ 175 ]         |